# Danh sách phim anime có doanh thu cao nhất
Đây là một danh sách chưa hoàn tất, và có thể sẽ không bao giờ thỏa mãn yêu cầu hoàn tất. Bạn có thể đóng góp bằng cách mở rộng nó bằng các thông tin đáng tin cậy.
Danh sách phim anime có doanh thu cao nhất là danh sách phim điện ảnh do các hãng phim Nhật Bản sản xuất, không bao gồm các tác phẩm được hợp tác quốc tế bằng tiếng Anh giữa Nhật Bản và Hollywood. Danh sách được cập nhật theo thứ tự, năm, ấn phẩm và sê-ri.

## Phim anime có doanh thu cao nhất trên thế giới
|    | Tựa phim                                                 | Doanh thu toàn thế giới (USD) | Năm  | Studio            | Ng     |
| -- | -------------------------------------------------------- | ----------------------------- | ---- | ----------------- | ------ |
| 1  | Thanh gươm diệt quỷ: Chuyến tàu vô tận                   | $503,063,688                  | 2020 | Ufotable          | [ 1 ]  |
| 2  | Sen và Chihiro ở thế giới thần bí                        | $395,580,000                  | 2001 | Ghibli            | [ 2 ]  |
| 3  | Your Name – Tên cậu là gì?                               | $380,140,500                  | 2016 | CoMix Wave Films  | [ 3 ]  |
| 4  | Lâu đài bay của pháp sư Howl                             | $236,323,601                  | 2004 | Ghibli            | [ 4 ]  |
| 5  | Cô bé người cá Ponyo                                     | $204,826,668                  | 2008 | Ghibli            | [ 5 ]  |
| 6  | Chú thuật hồi chiến 0                                    | $196,047,295                  | 2021 | MAPPA             | [ 6 ]  |
| 7  | Đứa con của thời tiết                                    | $193,715,360                  | 2019 | CoMix Wave Films  | [ 7 ]  |
| 8  | Doraemon: Đôi bạn thân                                   | $183,442,714                  | 2014 | Shirogumi         | [ 8 ]  |
| 9  | Thiếu niên và chim diệc                                  | $174,064,833                  | 2023 | Ghibli            | [ 9 ]  |
| 10 | Pokémon: The First Movie                                 | $172,744,662                  | 1998 | OLM Inc           | [ 10 ] |
| 11 | Suzume no Tojimari                                       | $172,398,476                  | 2022 | CoMix Wave Films  | [ 11 ] |
| 12 | Công chúa Mononoke                                       | $170,005,875                  | 1997 | Ghibli            | [ 12 ] |
| 13 | Thế giới bí mật của Arrietty                             | $149,411,550                  | 2010 | Ghibli            | [ 13 ] |
| 14 | Cú úp rổ đầu tiên                                        | $145,263,291                  | 2022 |                   | [ 14 ] |
| 15 | Gió nổi                                                  | $136,533,257                  | 2013 | Ghibli            | [ 15 ] |
| 16 | Pokémon: The Movie 2000                                  | $133,949,270                  | 1999 | OLM Inc           | [ 16 ] |
| 17 | Dragon Ball Super: Broly                                 | $115,757,940                  | 2018 | Toei Animation    | [ 17 ] |
| 18 | Thám tử lừng danh Conan: Cú đấm Sapphire xanh            | $115,570,314                  | 2019 | TMS Entertainment | [ 18 ] |
| 19 | Thám tử lừng danh Conan: Kẻ hành pháp Zero               | $108,207,000                  | 2018 | TMS Entertainment | [ 19 ] |
| 20 | Thám tử lừng danh Conan: Ngôi sao 5 cánh 1 triệu đô ⬆    | $107,259,885                  | 2024 | TMS Entertainment | [ 20 ] |
| 21 | Thám tử lừng danh Conan: Viên đạn đỏ                     | $102,541,282                  | 2021 | TMS Entertainment | [ 21 ] |
| 22 | Yo-kai Watch: The Movie                                  | $99,481,307                   | 2014 | OLM Inc           | [ 22 ] |
| 23 | One Piece: Stampede                                      | $93,000,000                   | 2019 | Toei Animation    | [ 23 ] |
| 24 | Evangelion: 3.0+1.0 Thrice Upon a Time                   | $92,246,218                   | 2021 | Khara studio      | [ 24 ] |
| 25 | Haikyu!!: Trận Chiến Bãi Phế Liệu                        | $91,453,546                   | 2024 | Production I.G    | [ 25 ] |
| 26 | Dragon Ball Super: Super Hero                            | $86,562,140                   | 2022 | Toei Animation    | [ 26 ] |
| 27 | One Piece Film: Red                                      | $85,100,000                   | 2022 | Toei Animation    | [ 27 ] |
| 28 | Doraemon: Nobita và đảo giấu vàng                        | $80,920,916                   | 2018 | Fujiko Pro        | [ 28 ] |
| 29 | Huyền thoại đất liền và đại dương                        | $75,500,000                   | 2006 | Ghibli            | [ 29 ] |
| 30 | One Piece Film: Z                                        | $74,223,861                   | 2012 | Toei Animation    | [ 30 ] |
| 31 | Thám tử lừng danh Conan: Nàng dâu Halloween              | $73,766,887                   | 2022 | TMS Entertainment | [ 31 ] |
| 32 | Pokémon: Zoroark, bậc thầy ảo ảnh                        | $71,143,529                   | 2010 | OLM Inc           | [ 32 ] |
| 33 | Pokémon: Hoàng đế của tháp pha lê Entei                  | $68,411,275                   | 2000 | OLM Inc           | [ 33 ] |
| 34 | Thám tử lừng danh Conan: Cơn ác mộng đen tối             | $66,265,957                   | 2016 | TMS Entertainment | [ 34 ] |
| 35 | One Piece Film: Gold                                     | $66,207,073                   | 2016 | Toei Animation    | [ 35 ] |
| 36 | Doraemon: Nobita và Mặt Trăng phiêu lưu ký               | $65,406,606                   | 2019 | Fujiko Pro        | [ 36 ] |
| 37 | Ngọn đồi hoa hồng anh                                    | $61,485,364                   | 2011 | Ghibli            | [ 37 ] |
| 38 | Doraemon: Nobita và chuyến thám hiểm Nam Cực Kachi Kochi | $61,153,454                   | 2017 | Fujiko Pro        | [ 38 ] |
| 39 | Thanh gươm diệt quỷ: Đường đến làng rèn gươm             | $55,664,874                   | 2023 | Ufotable          | [ 39 ] |
| 40 | Thám tử lừng danh Conan: Hoa hướng dương rực lửa         | $52,920,296                   | 2015 | TMS Entertainment | [ 40 ] |

## Phim anime có doanh thu cao nhất theo năm
| Năm  | Tựa                                                     | Doanh thu toàn thế giới | Kinh phí    | Tham khảo    |
| ---- | ------------------------------------------------------- | ----------------------- | ----------- | ------------ |
| 1997 | Princess Mononoke                                       | $169,785,704            | —           | [ 12 ]       |
| 1998 | Pokémon: The First Movie                                | $172,744,662            | $10.000.000 | [ 41 ]       |
| 1999 | Pokémon: The Movie 2000                                 | $133,949,270            | $30.000.000 | [ 14 ]       |
| 2000 | Pokémon: Hoàng đế của tháp pha lê Entei                 | $68,411,275             | $16,000,000 | [ 42 ]       |
| 2001 | Sen và Chihiro ở thế giới thần bí                       | $395.580.000            | $19.000.000 | [ 2 ] [ 43 ] |
| 2002 | Loài mèo trả ơn                                         | $53.452.652             | —           | [ 44 ]       |
| 2003 | Pokémon: Bảy đêm cùng ngôi sao ước nguyện Jirachi       | $33.393.751             | —           | [ 45 ]       |
| 2004 | Lâu đài bay của pháp sư Howl                            | $237.536.126            | —           | [ 46 ]       |
| 2005 | Pokémon: Mew Và Người hùng của ngọn sóng Lucario        | $37.228.626             | —           | [ 47 ]       |
| 2006 | Doraemon: Chú khủng long của Nobita 2006                | $34.811.345             | —           | [ 48 ]       |
| 2007 | Pokémon: Cuộc đối đầu giữa Dialga với Palkia và Darkrai | $42.496.749             | —           | [ 49 ]       |
| 2008 | Ponyo                                                   | $204.920.882            | —           | [ 50 ]       |
| 2009 | Pokémon: Arceus chinh phục khoảng không thời gian       | $50.673.078             | —           | [ 51 ]       |
| 2010 | Karigurashi no Arrietty                                 | $149,411,550            | $23.000.000 | [ 13 ]       |
| 2011 | Ngọn đồi hoa hồng anh                                   | $61.485.364             | —           | [ 52 ]       |
| 2012 | Evangelion Shin Gekijōban: Q                            | $60.488.344             | —           | [ 53 ]       |
| 2013 | Kaze Tachinu                                            | $136.742.301            | —           | [ 54 ]       |
| 2014 | Stand by Me Doraemon - Đôi bạn thân                     | $183.442.714            | —           | [ 55 ]       |
| 2015 | Bảy viên ngọc rồng: 'F' hồi sinh                        | $61.768.190             | $5.000.000  | [ 56 ]       |
| 2016 | Your Name – Tên cậu là gì?                              | $382.238.181            | —           | [ 57 ]       |
| 2017 | Thám tử lừng danh Conan: Bản tình ca màu đỏ thẫm        | $63.147.576             | —           | [ 58 ]       |
| 2018 | Bảy viên ngọc rồng siêu cấp: Broly                      | $115,757,940            | $8.500.000  | [ 59 ]       |
| 2019 | Đứa con của thời tiết                                   | $193,715,360            | —           | [ 7 ]        |
| 2020 | Thanh gươm diệt quỷ: Chuyến tàu vô tận                  | $506,523,013            | $15,750,000 | [ 1 ]        |
| 2021 | Chú thuật hồi chiến 0                                   | $195,870,885            | —           | [ 6 ]        |
| 2022 | Khóa chặt cửa nào Suzume                                | $304,466,908            | —           | [ 11 ]       |
| 2023 | Thiếu niên và chim diệc                                 | $174,064,833            | —           | [ 11 ]       |
| 2024 | Thám tử lừng danh Conan: Ngôi sao 5 cánh 1 triệu đô     | $107,259,885            | —           |              |